# 内園順也
内園 順也（うちぞの じゅんや、1985年12月2日 - ）は日本の男性俳優、声優。大阪府出身。

## 人物
アミューズメントメディア総合学院出身。
以前は、トリトリオフィスに所属していた。

## 出演作品

### テレビアニメ
2006年
- GEKIFU 妖逆門（ぷれい屋C、ぷれい屋B）

2007年
- ショートDEアニメ魂「大根刑事」（トマト刑事[4][5]）
- ラブ★コン（生徒、バスケ部員、中学の後輩、男子学生）

2008年
- Mission-E（男）※第2期

### ドラマCD
- JUNK!BOYS 1 〜ジャンク ボーイズ〜（男子生徒A）

### 舞台
- 劇団しし座　第65回公演『フォーティンブラス』（2005年10月28日〜30日） -　付人ダニエル/孝明 役[2]
- タクミくんシリーズ「そして春風にささやいて」（2009年12月9日〜13日、築地ブディストホール） -　野川勝 役

### トークライブ
- 緋色の欠片〜守護者とチャラチャラBOYSの爆笑トークライヴ!〜（2009年5月9日・10日、築地プディストホール）[6]